# Fernando Gómez Martínez
Fernando Gómez Martínez, (Santa Fe de Antioquia, 1 de marzo de 1897 - Medellín, 5 de diciembre de 1985) fue un empresario de medios, periodista, escritor, periodista y político colombiano, miembro del Partido Conservador Colombiano, representante de la facción ospinopastranista.
Compró y dirigió durante varias décadas el periódico más importante de Antioquia y uno de los más influyentes del país, "El Colombiano". Destacado miembro del Partido Conservador, fue Gobernador de Antioquia, Representante a la Cámara, Senador, Ministro de Relaciones Exteriores y Embajador ante la Santa Sede y ante los Países Bajos.
Miembro de la Academia Antioqueña de Historia y de la Academia Colombiana de la Lengua. Fernando Gómez Martínez fue un adalid de la descentralización en Colombia. En compañía de otros políticos como Juan Zuleta Ferrer, luchó siempre por la autonomía regional en oposición a la hegemonía centralista bogotana.

## Familia
Ester, Luis Fernando, Isabel Amparo, Berta Lucía María Victoria, María Elena, Pilar, María Cecilia, Juan y Ana Mercedes.

## Controversias
Sectores sindicales de Medellín lo consideran actor intelectual de la masacre de Santa Baŕbara (Antioquia), el 23 de febrero de 1963, cuando ejercía como Gobernador de Antioquia. 
Hechos en los que fue ordenado al ejército la disolución violenta de una huelga de trabajadores cementeros. El ejército abrió fuego contra los manifestantes causando la muerte de 12 personas, entre ellas la pequeña hija de un líder sindical Luís Eduardo Zapata, y heridas a otros 52.

## Legado y homenajes
En 2006, se ha inaugurado el túnel más largo de Latinoamérica que conecta a Medellín con el mar Caribe, el cual lleva su nombre.

## Obras
- La caridad: Animadora de la justicia social (1938)
- Fuegos fatuos, crónicas (1938)
- Film de un viaje (1939)
- Biografía económica de las industrias de Antioquia (1942)
- Contra centralismo, descentralización (1944)
- Favor pasar a bordo: crónicas de viaje (1946)
- Sin pasaporte sobre el Reich (1946)
- Mordaza: diario secreto de un escritor público 1955-1957 (1958)
- Peldaño de cuatro siglos: ensayos (1964)
- Recuerdos (1979)
- Los que son y los que fueron (1980)
- La vigencia de un pensamiento (1997)
- Masacre de Santa Bárbara (1963)